# Anacrusa (pel·lícula)
Anacrusa és una pel·lícula d'Ariel Zúñiga rodada en 1978 en la Ciutat de Mèxic que narra la vida de Victoria (Adriana Roel, una professora universitària desinteressada en protestes i temes de política que perd a la seva única filla d'una manera misteriosa: això canviarà per sempre els seus pensaments cap a la llibertat dels presos i desapareguts polítics.

## Argument
Victoria és una dona divorciada que va criar sola a la seva única filla, Aurelia, una estudiant de Medicina. Com a professora universitària ha portat una vida acomodada i tranquil·la, allunyada de la política i de les protestes que es desenvolupen durant el context de la pel·lícula.
Un dia qualsevol, els seus alumnes li demanen que ferm una protesta pels desapareguts polítics. Encara que ella no està convençuda de la utilitat d'aquests moviments, decideix signar. Aquesta mateixa tarda, una companya de treball d'Aurelia l'informa que la seva filla va ser segrestada per una falsa patrulla.
Desconcertada, Victoria crida al seu exmarit, qui es nega a donar-li importància a l'assumpte. Victoria es dirigeix al departament d'Aurelia i nota que dues persones la vigilen, en entrar al lloc tot està en desordre, aquí rep una anomenada anònima que l'amenaça perquè no continuï investigant el cas de la seva filla. Al següent dia, Victoria denuncia la desaparició de la seva filla i es refugia en el departament de Julián, un vell amic seu.
Victoria se sent en pau a casa de Julián però novament rep una trucada que li adverteix que tota persona que l'ajudi correrà perill de mort. Hores més tard, Julián l'informa que d'acord amb les recerques d'un altre periodista, el cas de Aurelia es deu a accions que involucren a l'exèrcit i, per tant, es complica obtenir informació.
És en aquest punt quan les reflexions sobre la vida es fan presents en la trama de la pel·lícula. Victoria s'atreveix a parlar amb l'home que la vigila sense tenir resposta però és Julián qui li dona la notícia que Aurelia ha mort mentre la música de flauta acompanya l'escena.
Victoria aconsegueix entrevistar-se amb un funcionari de la policia en la seva lluita per conèixer la veritat, aquest li diu que lliurarà el cadàver de Aurelia, –morta en un enfrontament entre l'exèrcit i una organització armada i il·legal, d'acord amb la versió oficial–, amb la condició de no obrir el taüt. Victoria no el creu i es nega a acceptar el tracte, el funcionari envia el cos de la seva filla a una fossa comuna.
En la fossa comuna d'un cementiri, Victoria es deté a escampar pètals de margarides en homenatge a tots aquells que, igual que la seva filla, han mort per la injustícia. Victoria refà la seva vida i lluita d'ara endavant per la llibertat dels presos i desapareguts polítics abans de ser detinguda esperant el mateix destí que la seva filla.

## Repartiment
- Adriana Roel - Victoria
- Carlos Castañón - Julián
- Juan Ángel Martínez - Comandant
- Eduardo López Rojas - Policia #1
- Sergio Calderón - Policia #2
- Rodolfo Zanabria - Policia #3
- Alma Levi - Secretaria
- Pedro Damián - Empleat
- Francisco Ibarra - Encarregat de la morgue
- René Gatica - Estudiant
- Recardo Fritz - Estudiant
- Felícitas Vázquez - Senyora

## Premis
En la XXI edició dels Premis Ariel de 1979 va rebre el Premi Ariel a la millor actriu (Adriana Roel). També va rebre l'esment de l'Oficina Catòlica Internacional de Cinema (OCIC) al 29è Festival Internacional de Cinema de Berlín i la Medalla de Bronze al Festival Cinematogràfic de Figueira de Foz, Portugal, 1979.